# Entfernet euch, ihr heitern Sterne, BWV Anh. 9

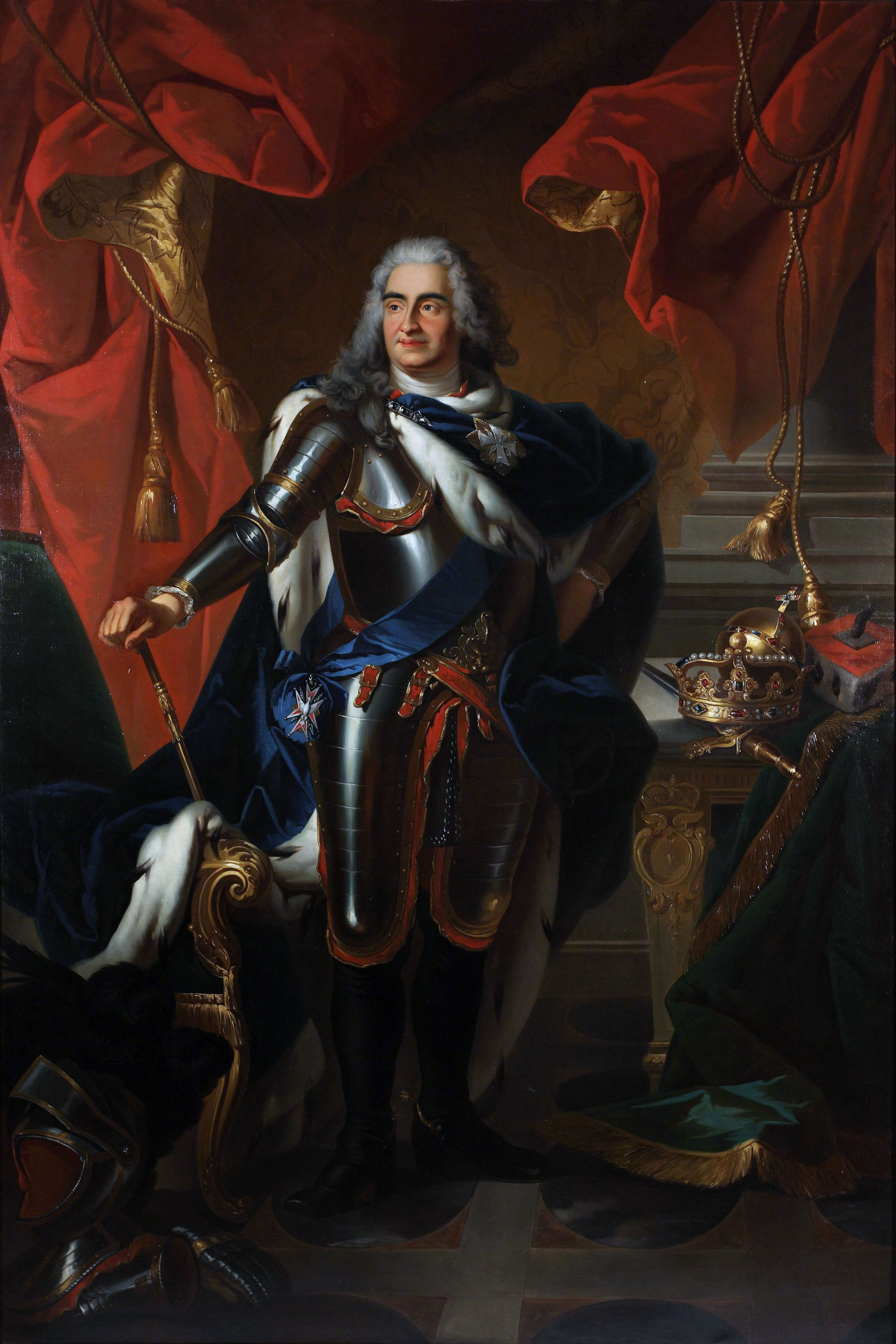
Retrat de Frederic August I de Saxònia.

Entfernet Euch, Ihr heitern Sterne, BWV Anh. 9 (Allunyeu-vos, bells estels) és una cantata perduda de Bach, estrenada a Leipzig el 12 de maig de 1727, per a l'aniversari del Príncep Frederic August I de Saxònia i rei de Polònia; el text és de Christian Friedrich Haupt. La música s'ha perdut però, a partir del llibret, s'ha especulat que alguns moviments els va aprofitar Bach per a la Missa en si menor, BWV 232, suposicions que han permès fer-ne una reconstrucció.

## Discografia
- J.S. Bach: Cantatas BWV 214 & Anh.9. Martin Lutz, Bach-Ensemble Wiesbaden, Schiersteiner Kantorei, Barbara Schlick, Diane Loeb, Joachim Duske, Thomas Thomachke. (Calig-Verlag), 1985.